# The Good Guys (serie televisiva 1968)
The Good Guys è una serie televisiva statunitense in 42 episodi trasmessi per la prima volta nel corso di 2 stagioni dal 1968 al 1970.
È una situation comedy incentrata sulle vicende di un tassista e del suo amico gestore di una tavola calda.

## Trama

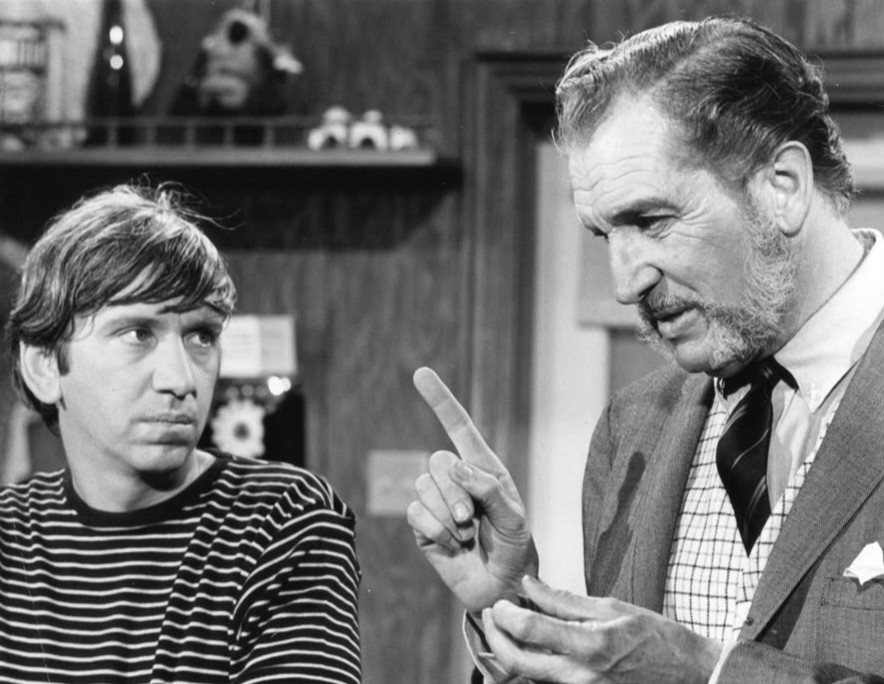
Bob Denver con la guest star Vincent Price, che interpreta Mr. Middleton, un ispettore sanitario nell'episodio Fly in My Stew del 17 ottobre 1969.

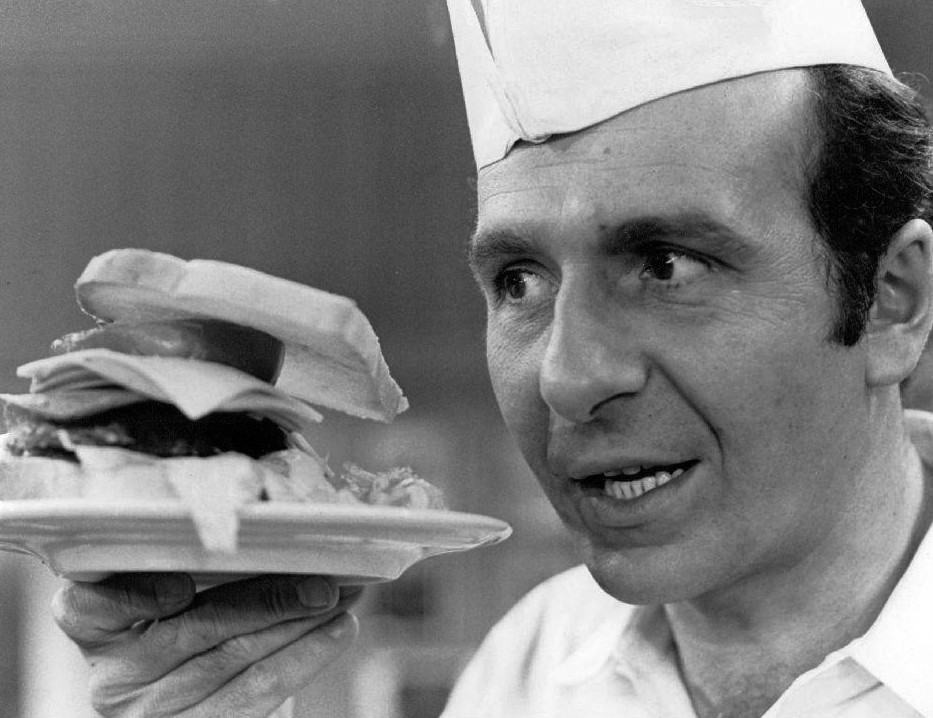
Herb Edelman.

Rufus Butterworth è il conducente di un taxi ed è il migliore amico di Bert Gramus, proprietario del Bert's Place, un piccolo ristorante e ritrovo del quartiere. Bert è spesso aiutato nella gestione dalla moglie Claudia, un'insegnante. La maggior parte degli episodi si concentrano sulla singole storie degli avventori del locale e sui loro tentativi di cambiare vita. Nella seconda stagione, Rufus diventa partner di Bert nella gestione della tavola calda, che si trasferisce in una zona nei pressi della spiaggia. Tra gli altri personaggi e avventori della tavola calda, il signor Bender, Hal Dawson e il camionista Big Tom.

## Personaggi e interpreti

### Personaggi principali
- Rufus Butterworth (42 episodi, 1968-1970), interpretato da Bob Denver.
- Bert Gramus (42 episodi, 1968-1970), interpretato da Herb Edelman.
- Claudia Gramus (42 episodi, 1968-1970), interpretato da Joyce Van Patten.
È la moglie di Bert, è un'insegnante e spesso aiuta il marito nel locale.

### Personaggi secondari
- Mr. Bender (9 episodi, 1968-1969), interpretato da Jack Perkins.
- Big Tom (3 episodi, 1969), interpretato da Alan Hale Jr..
È un camionista in visita al locale.
- Fred (3 episodi, 1968), interpretato da Bruce Glover.
- Henry Arsdale (3 episodi, 1969), interpretato da Jim Backus.
È il padre di Claudia.
- Gertie Zabisco (2 episodi, 1969), interpretato da Toni Gilman.
- Harry (2 episodi, 1969), interpretato da Oscar Lane.
- D.W. Watson (2 episodi, 1968-1969), interpretato da Liam Dunn.
- Niko Taskovis (2 episodi, 1968), interpretato da Titos Vandis.
- Florian (2 episodi, 1969), interpretato da Joe Besser.
- Bakery Man (2 episodi, 1969), interpretato da Bob d'Arcy.
- Arlene (2 episodi, 1969), interpretato da Joan Delaney.
- Arthur (2 episodi, 1969), interpretato da Michael Lerner.
- Dorothy Sherman (2 episodi, 1969), interpretato da Patty Regan.

## Produzione
La serie, ideata da Jack Rose, fu prodotta dallo stesso Rose, da Bob Schiller e da Bob Weiskopf per la CBS tramite la Talent Associates e girata nel CBS Studio Center a Studio City in California. Le musiche furono composte da Jerry Fielding. Tra i registi è accreditato Charles R. Rondeau. Tra gli sceneggiatori Jack Rose in 42 episodi (1968-1970) e Arnold Horwitt in 2 episodi (1969).
I primi episodi della prima stagione, a differenza di molte altre sitcom di questo periodo, furono registrate davanti ad un pubblico dal vivo in studio, con un accompagnamento di risate registrate.

## Distribuzione
La serie fu trasmessa negli Stati Uniti dal 25 settembre 1968 al 23 gennaio 1970 sulla rete televisiva CBS. È stata distribuita anche in Spagna con il titolo Dos tontos en apuros.

## Episodi
| Stagione         | Episodi | Prima TV USA | Prima TV Italia |
| ---------------- | ------- | ------------ | --------------- |
| Prima stagione   | 25      | 1968-1969    |                 |
| Seconda stagione | 17      | 1969-1970    |                 |